# Orange River Colony
Orange River Colony var en britisk koloni som blev oprettet gennem annekteringen af Oranjefristaten i 1900, efter anden boerkrig, til den sluttede sig til Unionen Sydafrika i 1910.
Der havde i 1904 vokset et tiltagende ønske frem om selvstyre. Oranjie Unie, et afrikanerparti, blev formelt oprettet i maj 1906, men havde eksisteret i flere måneder. En lignende organisation kaldt Het Volk, blev formelt dannet af afrikanderne i Transvaal i januar 1905. Begge disse organisationer havde lovværk som var næsten identiske med Afrikaner Bonds, og deres mål var meget lidet, at sikre de boerske idealers triumf i stat og samfund. Abraham Fischer blev formand for Oranjie Unie.
En modorganisation blev dannet af tidligere burgere som helhjertet havde accepteret den nye orden. De kaldte sig det konstitutionelle parti, og John Fraser blev valgt til formand. I Bloemfontein havde de konstitutionelle stor støtte, andre steder var deres støttespillere ikke lige talrige. Programmerne til de to partier var meget lige, den reelle forskel mellem dem var deres holdning ovenfor relationerne til briterne. Mens idealet for Unie var en afrikansk stat, ønskede de konstitutionelle lighed mellem de to hvide etniske grupper.
Kolonien fik selvstyre i 1907, og den 27. november blev Fischer fra Oranjie Unie dens første og eneste statsminister. Den første regering bestod af 29 medlemmer fra Unie, fem kontitutionalister og fire uafhængige.
Orange River Colony deltog i en interstatslig konference som blev afholdt i Pretoria og Cape Town i maj 1908. Her blev det bestemt at fornye den eksisterende toldkonvention og ikke at gøre ændringer i jernbaneraterne. Disse afgørelser var resultatet af en aftale om at føre en resolution frem for de forskellige koloniers parlamenter som talte for en tættere union af de sydafrikanske stater og udnævnelse af delegater til en national konvention som skulle lave et udkast til konstitution. I denne konvention tog Steyn en ledende og forsonende rolle, og efter gik den lovgivende forsamling i Orange River med på betingelserne som konventionen trak op for foreningen af de fire selvstyrende kolonier, Unionen Sydafrika. Under et imperielt vedtag blev unionen etableret den 31. maj 1910, og Orange River gik ind i kolonien som Free State Province. Fischer og general Barry Hertzog blev medlem af den første administration til Free State som provins af unionen.
29°06′00″S 26°13′00″Ø / 29.1°S 26.2167°Ø